# Бръснарският стол
„Бръснарският стол“ е природна забележителност в землището на Тополовград. Площта ѝ е 5,44 ha.
Обявена е на 13 май 1974 г. с цел опазване на скално образувание. Скалното образование е разположено сред дъбова и липова гора на около 500 m от горския път, стигащ до село Планиново. Попада в територията на защитената зона от Натура 2000 по директивата за птиците Сакар.
На територията на природната забележителност се забранява:
- сеченето, кастренето на дърветата, както и късането и изкореняването на всякакви растения;
- пашата на добитък през всяко време;
- да се преследването на дивите животни, птиците и техните малки и развалянето на гнездата и леговищата им;
- да се разкриват кариери за камъни, пясък и пръст, с което се провежда и изменя естествения облик на местността и включително водните течения;
- чупенето, драскането и повреждането по какъвто и да е начин, сталактити, сталагмити и други скални образувания в пещерите;
- воденето на интензивни и голи главни сечи.[1]

Разрешено е воденето на санитарна сеч и изваждане на престарелите дървета с влошени декоративни качества.